# Saitis magnus
Saitis magnus är en spindelart som beskrevs av Lodovico di Caporiacco 1947. Saitis magnus ingår i släktet Saitis och familjen hoppspindlar. Inga underarter finns listade i Catalogue of Life.